# ۶۰ (عدد)
۶۰ ، عدد  شَصت معرب شَست پارسی شصتمین عدد از اعداد طبیعی است.